# Cerro Largo (oraș)
Cerro Largo este un oraș în Rio Grande do Sul (RS), Brazilia.